# Mengden (Adelsgeschlecht)

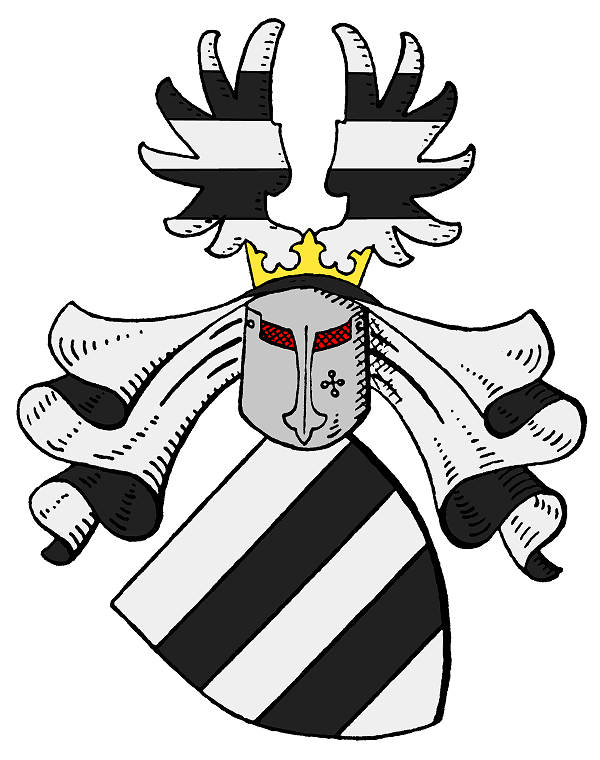
Stammwappen derer von Mengden

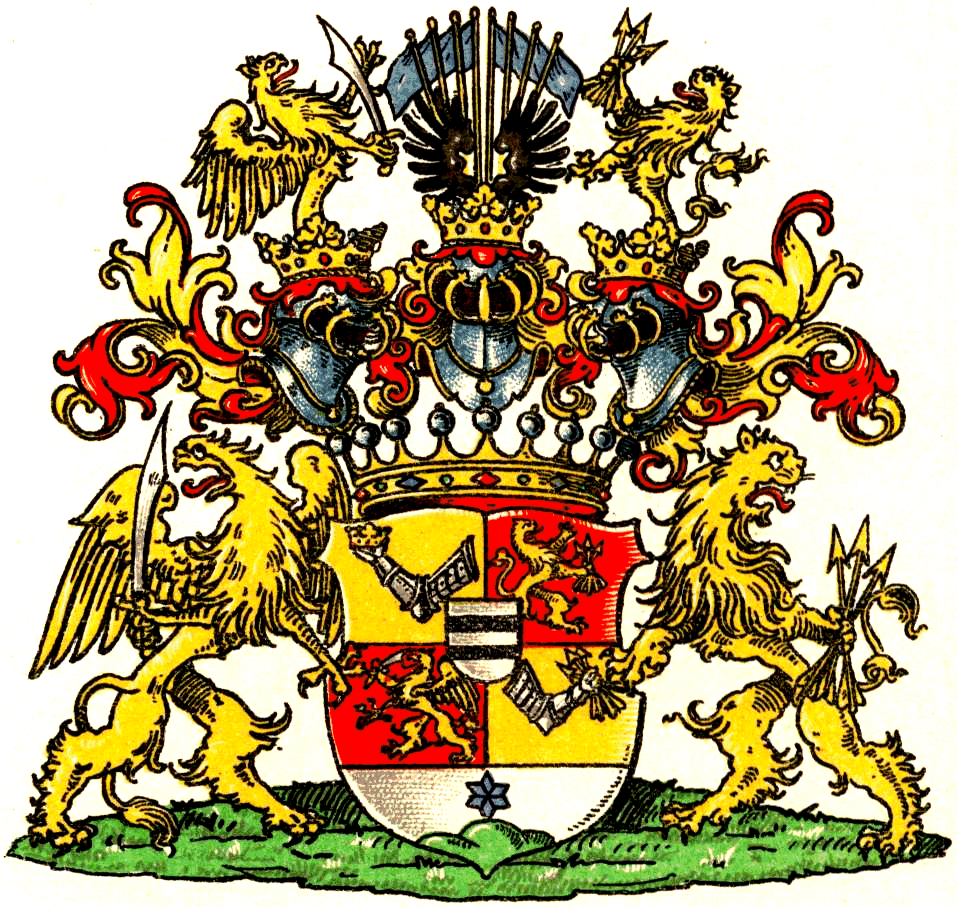
Wappen der Grafen von Mengden

Mengden, ursprünglich Mengede, ist der Name eines westfälischen, später auch baltischen Uradelsgeschlechts. Zweige der Familie bestehen bis heute fort.

## Geschichte
Das Geschlecht führt seinen Namen nach dem gleichnamigen Stammhaus bei Mengede und erscheint zuerst mit Ernestus de Mengede am 25. Juni 1249, nach Steinen bereits im Jahre 1230 mit Ludolfus de Mengede, Senator zu Dortmund sowie 1257 mit dem Ritter Wilhelm de Mengede.
Von Anbeginn sind zwei Stämme bekannt, deren genealogischer Zusammenhang ungesichert ist.

### Westfälischer Stamm
Die Mengede waren im 13. Jahrhundert Ministerialen im Ritterstand der Grafen von Berg, gleichzeitig aber Lehnsnehmer der Grafen von Arnsberg, Grafen von Limburg-Isenburg, Grafen von Tecklenburg und Edelherren von Ardey.
Die gesicherte Stammreihe, welche sich über fünf Generationen dokumentieren lässt, beginnt mit Ritter Everhardus de Mengede († 1306), der in den Jahren 1275 bis 1295 urkundlich auftrat. Unter seinen Söhnen Ernst und Johann fand am 8. Mai 1306 die Erbteilung des väterlichen Besitzes statt, so dass der ältere, welcher auch Stuhlherr im Freigericht Mengede war, die Burg erhielt. Den erblichen Besitz am Freigericht hatte die Familie mindestens anteilig bis ins 15. Jahrhundert inne. Nach verschiedenen Wohnsitzen führten die westfälischen Mengde im Mittelalter teilweise Beinamen wie Osthof oder Dunowe und einige weitere. Gisebert und Hermann Mengede unterzeichneten 1419 und 1426 den Vertrag der märkischen Ritterschaft. 1499 siegelte Johann von Mengede erstmals mit Helmschmuck, den beiden Straußenfedern.
Mit Albert von Mengden († 1461), einem ebenfalls Everhardus de Mengede († 1306), jedoch unsicher zugeschriebenen Sohn, beginnt die durchgängige Stammreihe des bis in jüngste Zeit fortbestehenden westfälischen Stammes. Sein Sohn Schotte von Mengden († nach 1504) war Herr auf Westönnen, das bis ins 17. Jahrhundert bei der Familie blieb. Siegmund von Mengden († vor 1800) war Kammerpräsident in Corvey. Die Familie stellte mehrfach Offiziere in der preußischen Armee. Die Brüder Bruno (* 1891), Hans und Friedrich von Mengden (* 1895) immatrikulierten sich am 12. April 1907 bei der Adelsklasse der Ritterschaft im Königreich Bayern. Friedrich von Mengden setzte den Stamm fort.

### Baltischer Stamm
Mit Johann von Mengden genannt Osthof († 1469), welcher ab 1450 Landmeister des Deutschen Ordens in Livland war, erscheint die Familie dort erstmals. Die durchgängige Stammreihe in Livland beginnt mit Engelbrecht van Mengden († nach 1495), der am 28. Februar 1490 seine Güter in den Kirchspielen Lemsal und Ubbenorm gegen den Hof Altenwoga, dem späteren Stammgut das noch heute im Lettischen auf die Mengden zurückführend Meņģele heißt, tauscht. Er war mit Kone Hastfer vermählt, sein Sohn Ernst († vor 1549) setzt den Stamm fort. Unter des letztgenannten Söhnen Engelbrecht II. von Mengden († nach 1560) und Ernst II. von Megden († nach 1590) teilte sich die Familie in die beiden Hauptlinien Altenwoga († 1714) und Kussen.
Die Linie Kussen untergliedert sich mehrfach, unter anderem in einen russischen Zweig und den Zweig Idsel-Sinohlen, der bis in die Gegenwart im Freiherren und Grafenstand blüht.
Im 17. Jahrhundert hatte einzelne Angehörige maßgeblichen Einfluss auf die Landesgeschicke Livlands, dass sowohl der Mengdenschen Epoche geschrieben wird, als das diese Zeit auch als eine erste Blütezeit der Familie angesehen wird.
Der Familie Mengden sind verschiedene Standeserhebungen zuteilgeworden. Am 12. Juli 1653 wurde Otto von Mengden (* 1596; † 1681), Erbherr auf Kussen, Ogershof und Lubey als Freiherr von Altenwoga in den schwedischen Freiherrenstand gehoben. 1731 erfolgte für Freiherr Carl Johan von Mengden, Erbherr auf Orgershof sowie königlich schwedischer Kammerherr und Rittmeister, die Introduzierung bei der Freiherrenklasse der schwedischen Ritterschaft (Nr. 198). Sein Enkel, Ernst Reinhold von Mengden (* 1725; † 1798) Erbherr auf Zarnikau und livländischer Landrat, wurde am 22. Juni 1774 in Wien mit dem Prädikat Hoch- und Wohlgeboren und Wappenbesserung in den Reichsgrafenstand gehoben. Er starb, ohne einen Sohn zu hinterlassen. Ernst Burchard von Mengden (* 1738; † 1798), Erbherr auf Idsel und Kaugershof sowie kaiserlicher russischer Legationsrat, ein Urenkel des eingangs genannten Otto, wurde am 27. Juli 1779 in den Reichsgrafenstand gehoben. Seine Deszendenten lebten noch im 20. Jahrhundert in Frankreich und Russland.
Die Barone Mengden immatrikulierten sich 1742 (Nr. 39), die Herren von Mengden 1745 und 1747 (Nr. 40) bei der Livländischen Ritterschaft. 1780 erfolgte auch die Immatrikulation bei der Kurländischen Ritterschaft für Graf Johann von Mengden a.d.H. Zarnikau.
Die russische Bestätigung des Baronstitels erhielt Waldemar Ernstowitsch von Mengden am 20. September 1848. Durch Senatsukas (Nr. 100002) vom 7. Dezember 1854 für die livländische Linie und durch kaiserlichen Ukas vom 22. Januar 1868 für den russischen Ast wurde die Berechtigung zur Führung des Baronstitels gewährt. Die russische Anerkennung des Grafentitels für Witwe und Sohn des Grafen Friedrich von Mengden, Erbherr auf Teilitz und Unniküll, erging am 4. Juli 1861.
Baron Gustav Johann von Mengden machte im Jahre 1852 der evangelischen Kirche zu Nieder-Ingelheim eine Schenkung, bestehend aus einem Altar, zwei Altardecken, einem Kirchenstuhl und einer Kirchentür, im Gesamtwert von 905 Gulden. Der Großherzog Ludwig III. bestätigte die Schenkung.

## Besitz

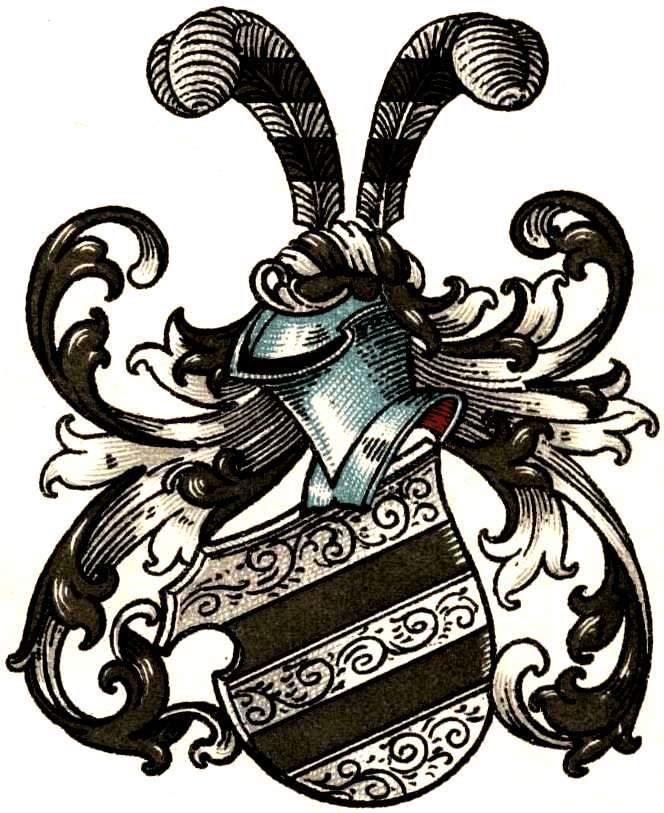
Wappen derer von Mengden im Wappenbuch des Westfälischen Adels

- in Livland:
  - Lettischer Distrikt: Abgunst bei Neuermühlen, Alt Laitzen, Altenwoga, Bebetzky, Berson, Dewen, Eckhof, Engelhardshof, Erkull, Fetheln, Helfreichshof, Hessenhof, Idsel, Kadfer mit Lindenhof und Ahlenhof, Kaugershof, Kippendorf, Kolzen mit Eykasch, Kujen, Kussen, Lappier mit Koskullshof, Laudon, Lubahn, Lubey, Mahlenhof, Maikendorf mit Koperbeck, Metack, Nachtigall, Neuhof, Odensee, Odsen, Ogershof mit Ecken, Planup, Praulen, Rüssel, Salzenau, Saussen, Sawensee, Segowsky, Stahlenhof, Stolben, Sunzel, Sussikas, Zarnau, Zarnikau und Zempen
  - Estnischer Distrikt: Alt Köllitz, Carolen, Duckershof, Meyershof, Neu Suislep, Penniküll, Pölks, Saarahof, und Werrohof

Zur Zeit der Einziehung der Güter durch die Letten im Jahre 1919 waren noch Ballod, Eck, Sinohlen, Fistehlen, Golgowsky mit Weißenhof sowie Stubbensee im Familienbesitz.
- in Westfalen: Gardbeck, Hiltrop, Steinhausen, Westhofen, Westönnen und Wickede
- in Preußen: Friedrichshuld[9]

Die Grafen Mengden besaßen im Baltikum u. a. Kaugershof, Mohjan, Teilitz und Unniküll, waren ebenfalls im Besitz der Burg Klopp bei Bingen am Rhein

## Wappen
- Das Stammwappen ist viermal von Silber und Schwarz geteilt, es zeigt somit in Silber zwei schwarze Balken. Auf dem gekrönten Helm mit schwarz-silbernen Decken ein wie der Schild gezeichneter offener Adlerflug.[2] Im westfälischen Wappenbuch ist es mit Helmwulst und zwei wie der Schild bezeichneten Straußenfedern als Helmzier dargestellt.

## Angehörige
- Johann von Mengden genannt Osthof (* um 1400; † 1469), Landmeister des Deutschen Ordens in Livland in den Jahren 1450 bis 1469
- Engelbrecht von Mengden (* 1587; † 1648), Ritterschaftshauptmann und Landrat in Livland
- Ernst von Mengden (* 1593; † 1655), Ritterschaftshauptmann in Livland, Landrichter in Pernau
- Otto von Mengden (* 1596; † 1681), livländischer Diplomat in schwedischen Diensten, Landrichter in Kokenhusen, livländischer Landmarschall, 1653 schwedischer Freiherrenstand
- Gustav von Mengden (* 1625/1627; † 1688), schwedischer Barockkomponist, Ritterschaftshauptmann und Landmarschall in Livland, Landrichter und Major der livländischen Adelsfahne
- Georg von Mengden (* 1628; † 1702), russischer Generalmajor
- Magnus Gustav von Mengden (* 1663; † 1726), Landmarschall in Livland
- Johann Albrecht von Mengden (* 1663; † 1720), Landmarschall und Landrat in Livland
- Carl Friedrich von Mengden (* 1666; † 1734), Landrat in Livland, schwedischer Generalleutnant
- Karl Ludwig Mengden (* 1706; † 1759/60), russischer Staatsmann, Ritter des Alexander-Newski-Ordens, Ende 1741 von Trubezkoi zum Tode verurteilt, Anfang 1742 in die Verbannung nach Sibirien geschickt
- Auguste Juliane von Mengden (* 1719; † 1760), erste Hofdame der Kaiserin Anna
- Carl Gustav von Mengden (* 1723; † 1775), Landmarschall in Livland, schwedischer Major
- Johann Karl Friedrich von Mengden (* 1730; † 1796), preußischer Generalleutnant
- Burchard von Mengden (* 1738; † 1798), Landrat in- und Gouverneur von Livland, 1779 Reichsgrafenstand
- Gotthard Johann von Mengden (* 1752; † 1786), polnischer Generalmajor und Generaladjutant
- Siegmund von Mengden († vor 1800), Kammerpräsident in Corvey
- Michael von Mengden (* 1777/81; † 1855), russischer Generalmajor, Teilnehmer an den Befreiungskriegen, Dekabrist
- Alexander von Mengden (1819–1903), russischer Diplomat und Staatsrat
- Georg von Mengden (* 1861; † 1917), russischer General und Kommandant eines Kavallerieregiments
- Guido von Mengden (* 1896; † 1982), deutscher Sportfunktionär
- Bruno von Mengden (* 1934; † 2022), deutscher Generalmajor der Bundeswehr
- Hans-Jürgen von Mengden (* 1939), Internist, Kardiologe, Intensivmediziner
- Lida von Mengden (* 1947), deutsche Kunsthistorikerin
- Fritz von Mengden (* 1959), Herr auf Gut Suhns
- Waltraut von Mengden (* 1954), deutsche Medienmanagerin